# Маклемор, Бен
Бен Маклемор III (англ. Ben McLemore III; родился 11 февраля 1993 года в Сент-Луисе, штат Миссури, США) — американский профессиональный баскетболист. Маклемор отличается атлетизмом и выдающимся прыжком во время броска. Стиль его игры часто сравнивают с звездой НБА Рэйем Алленом. Он считался одним из самых перспективных игроков на драфте 2013. 9 апреля 2013 года выставил свою кандидатуру на драфт НБА.

## Ранние годы
Маклемор родился в Сент-Луисе, штат Миссури в семье Сони Рид и Бена Маклемора II, четвёртым из пяти детей.

## Школа
В последний год обучения в школе Бен занимал 17-е место среди всех американских игроков его возрастной категории и 4-е среди всех защитников по версии сайта Rivals.com.

## Колледж
После поступления в Канзасский университет Маклемор не имел права играть в NCAA. Это было связано с тем, что он поменял слишком много школ, в результате этого он был дисквалифицирован. Ему было разрешено заниматься с командой и быть частью команды, начиная со второго семестра учебного года.
В начале своей учёбы в колледже Бен оценивался скаутами как игрок конца первого, начала второго раунда драфта. Тем не менее, во время своего первого сезона в качестве новичка Маклемор в среднем набирал 16,4 очка, совершал 5,3 подбора, отдавал 2 результативные передачи по проценте реализации бросков 50,7 с игры и 86,7 с линии штрафного броска. В итоге игрок был номинирован на получение награды John R. Wooden Award.

## Профессиональная карьера

### Сакраменто Кингз (2013—2017)
27 июня 2013 года Бен был выбран под 7-м номером на драфте НБА 2013 года командой «Сакраменто Кингз». 13 июня 2013 года подписал контракт с командой. Он был назван новичком месяца Западной конференции за ноябрь 2013 года.
В феврале 2014 года Маклемор был выбран для участия в конкурсе слэм-данков 2014 года. В последней игре регулярного сезона «Кингз» 16 апреля Маклемор набрал рекордные для себя 31 очко в проигрыше «Финикс Санз». В своем дебютном сезоне он сыграл все 82 игры (из них — 55 в стартовой пятерке), набирая в среднем 8,8 очка, 2,9 подбора и 1,0 передачу за 26,7 минуты за игру.
В июле 2014 года Маклемор присоединился к «Кингз» для участия в Летней лиге НБА 2014 года, где помог им выиграть чемпионат Летней лиги, набирая в среднем 12,6 очка в семи матчах. 19 октября 2014 года «Кингз» активировали опцию третьего года контракта Маклемора, продлив его до сезона 2015/16. 11 марта 2015 года он набрал максимальные за сезон 27 очков в победе над «Шарлотт Хорнетс». В сезоне 2014/15 он принял участие во всех 82 матчах регулярного чемпионата, набирая в среднем 12,1 очка, 2,9 подбора и 1,7 передачи за 32,6 минуты игры.
3 октября 2015 года «Кингз» активировали опцию четвертого года контракта Маклемора, продлив его до сезона 2016/17. 5 декабря в проигрыше «Хьюстон Рокетс» он набрал 19 очков и 9 подборов. 28 января 2016 года в проигрыше «Нью-Орлеан Пеликанс» он набрал максимальные за сезон 26 очков. 1 февраля Маклемор пропустил первую игру в карьере из-за растяжения связок правого запястья, прервав свою серию из 211 игр подряд, которая была второй по продолжительности в НБА после Тристана Томпсона (335). Позже он пропустил 10 игр в марте из-за травмы кончика пальца.
10 февраля 2017 года Маклемор набрал максимальные в сезоне 22 очка, реализовав лучшие в карьере шесть трехочковых, в победе над «Атланта Хокс». 29 марта 2017 года он повторил рекорд сезона, набрав 22 очка в поражении от «Юта Джаз».

### Мемфис Гриззлис (2017—2018)
28 июня 2017 года стало известно, что «Кингз» расстались с игроком. 4 июля 2017 года стало известно, что Маклемор перешел в «Мемфис Гриззлис». 8 августа 2017 года он выбыл из строя примерно на 12 недель после перелома правой стопы. 2 ноября 2017 года Маклемор был отправлен в «Мемфис Хастл» из Джи-Лиги НБА. Через неделю он был отозван, и дебютировал за «Гриззлис» 11 ноября 2017 года, набрав четыре очка и сделав два подбора за 18 минут игры со скамейки запасных в матче против «Хьюстон Рокетс». 9 декабря 2017 года он набрал максимальные в сезоне 17 очков в матче против «Оклахома-Сити Тандер». 19 января 2018 года он установил новый рекорд сезона, набрав 21 очко в матче против «Сакраменто Кингз».

### Сакраменто Кингз (2018—2019)
17 июля 2018 года Маклемор был обменян в «Сакраменто Кингз» вместе с Дейонтой Дэвисом, пиком второго раунда драфта 2021 года и денежной компенсацией на Гаррета Темпла. 7 февраля 2019 года Маклемор был отчислен «Кингз».

### Хьюстон Рокетс (2019—2021)

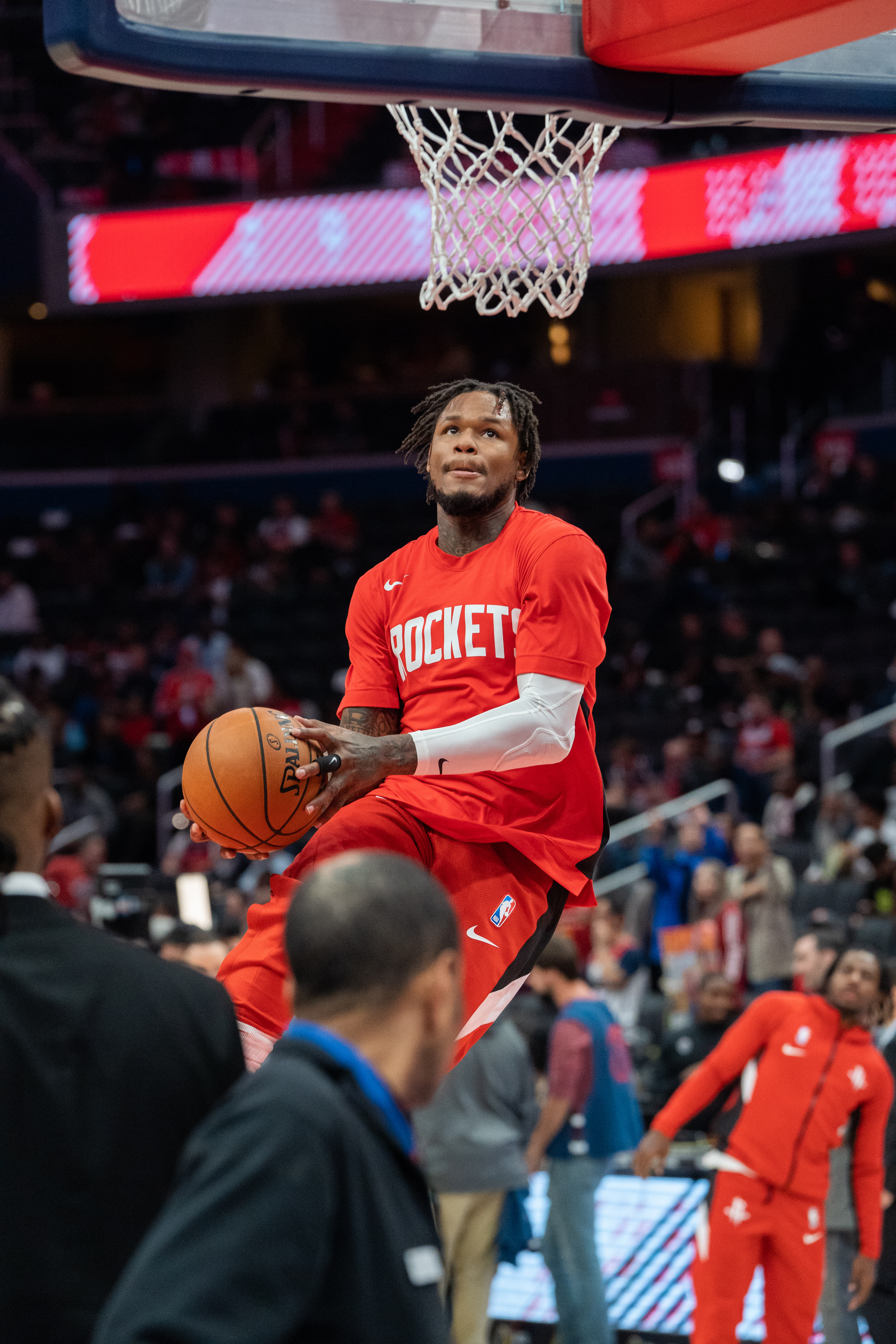
Маклемор во время игры за «Хьюстон Рокетс»

23 июля 2019 года Маклемор подписал контракт с «Хьюстон Рокетс».
5 декабря 2019 года Маклемор набрал максимальные в сезоне 28 очков и реализовал лучшие в карьере 8 из 17 бросков из-за трехочковой дуги в победе над «Торонто Рэпторс». 7 декабря 2019 года Маклемор набрал 27 очков, реализовав 10 из 15 бросков с игры (5 из 9 из-за дуги) в матче с «Финикс Санз», впервые в своей карьере набрав более 25 очков в двух играх подряд.
3 апреля 2021 года «Рокетс» отказались от услуг Маклемора.

### Лос-Анджелес Лейкерс (2021)
6 апреля 2021 года Маклемор подписал контракт с «Лос-Анджелес Лейкерс». 8 апреля он дебютировал в матче против «Майами Хит», набрав 6 очков со скамейки запасных.

### Портленд Трэйл Блэйзерс (2021—2022)
5 августа 2021 года Маклемор подписал контракт с «Портленд Трэйл Блэйзерс». Он дебютировал за команду 23 октября, набрав 6 очков в победе над «Финикс Санз».

### Шаньдун Хай-Спид Кирин (2023)
31 января 2023 года Маклемор подписал однолетний контракт с «Шаньдун Хай-Спид Кирин» из КБА.

### АЕК (2023)
6 августа 2023 года Маклемор подписал контракт с греческим клубом «АЕК». 11 декабря 2023 года клуб объявил о расторжении контракта с игроком «по обоюдному согласию».

### Бреоган (2023—2024)
22 декабря 2023 года испанский клуб «Бреоган» объявил о подписании контракта с Маклемором до конца сезона.

## Статистика

### Статистика в НБА
| Сезон                                                                                    | Команда    | Регулярный сезон | Регулярный сезон | Регулярный сезон | Регулярный сезон | Регулярный сезон | Регулярный сезон | Регулярный сезон | Регулярный сезон | Регулярный сезон | Регулярный сезон | Регулярный сезон | Серия плей-офф | Серия плей-офф | Серия плей-офф | Серия плей-офф | Серия плей-офф | Серия плей-офф | Серия плей-офф | Серия плей-офф | Серия плей-офф | Серия плей-офф | Серия плей-офф |
| Сезон                                                                                    | Команда    | GP               | GS               | MPG              | FG%              | 3P%              | FT%              | RPG              | APG              | SPG              | BPG              | PPG              | GP             | GS             | MPG            | FG%            | 3P%            | FT%            | RPG            | APG            | SPG            | BPG            | PPG            |
| ---------------------------------------------------------------------------------------- | ---------- | ---------------- | ---------------- | ---------------- | ---------------- | ---------------- | ---------------- | ---------------- | ---------------- | ---------------- | ---------------- | ---------------- | -------------- | -------------- | -------------- | -------------- | -------------- | -------------- | -------------- | -------------- | -------------- | -------------- | -------------- |
| 2013/14                                                                                  | Сакраменто | 82               | 55               | 26,7             | 37,6             | 32,0             | 80,4             | 2,9              | 1,0              | 0,5              | 0,2              | 8,8              | Не участвовал  | Не участвовал  | Не участвовал  | Не участвовал  | Не участвовал  | Не участвовал  | Не участвовал  | Не участвовал  | Не участвовал  | Не участвовал  | Не участвовал  |
| 2014/15                                                                                  | Сакраменто | 82               | 82               | 32,6             | 43,7             | 35,8             | 81,3             | 2,9              | 1,7              | 0,9              | 0,2              | 12,1             | Не участвовал  | Не участвовал  | Не участвовал  | Не участвовал  | Не участвовал  | Не участвовал  | Не участвовал  | Не участвовал  | Не участвовал  | Не участвовал  | Не участвовал  |
| 2015/16                                                                                  | Сакраменто | 68               | 53               | 21,2             | 42,9             | 36,2             | 71,8             | 2,2              | 1,2              | 0,8              | 0,1              | 7,8              | Не участвовал  | Не участвовал  | Не участвовал  | Не участвовал  | Не участвовал  | Не участвовал  | Не участвовал  | Не участвовал  | Не участвовал  | Не участвовал  | Не участвовал  |
| 2016/17                                                                                  | Сакраменто | 61               | 27               | 19,3             | 43,0             | 38,2             | 75,3             | 2,1              | 0,8              | 0,5              | 0,1              | 8,1              | Не участвовал  | Не участвовал  | Не участвовал  | Не участвовал  | Не участвовал  | Не участвовал  | Не участвовал  | Не участвовал  | Не участвовал  | Не участвовал  | Не участвовал  |
| 2017/18                                                                                  | Мемфис     | 56               | 17               | 19,5             | 42,1             | 34,6             | 82,8             | 2,5              | 0,9              | 0,7              | 0,3              | 7,5              | Не участвовал  | Не участвовал  | Не участвовал  | Не участвовал  | Не участвовал  | Не участвовал  | Не участвовал  | Не участвовал  | Не участвовал  | Не участвовал  | Не участвовал  |
| 2018/19                                                                                  | Сакраменто | 19               | 0                | 8,3              | 39,1             | 41,5             | 66,7             | 0,9              | 0,2              | 0,3              | 0,2              | 3,9              | Не участвовал  | Не участвовал  | Не участвовал  | Не участвовал  | Не участвовал  | Не участвовал  | Не участвовал  | Не участвовал  | Не участвовал  | Не участвовал  | Не участвовал  |
| 2019/20                                                                                  | Хьюстон    | 71               | 23               | 22,8             | 44,4             | 40,0             | 74,6             | 2,2              | 0,8              | 0,6              | 0,2              | 10,1             | 11             | 0              | 11,8           | 37,5           | 38,9           | -              | 1,0            | 0,5            | 0,4            | 0,0            | 4,0            |
| 2020/21                                                                                  | Хьюстон    | 32               | 4                | 16,8             | 35,7             | 33,1             | 71,9             | 2,1              | 0,9              | 0,6              | 0,1              | 7,4              | Не участвовал  | Не участвовал  | Не участвовал  | Не участвовал  | Не участвовал  | Не участвовал  | Не участвовал  | Не участвовал  | Не участвовал  | Не участвовал  | Не участвовал  |
| 2020/21                                                                                  | Лейкерс    | 21               | 1                | 17,5             | 39,0             | 36,8             | 76,2             | 1,6              | 0,5              | 0,1              | 0,3              | 8,0              | 4              | 0              | 8,9            | 22,2           | 33,3           | -              | 1,8            | 0,3            | 0,3            | 0,0            | 1,5            |
| 2021/22                                                                                  | Портленд   | 64               | 6                | 20,1             | 40,1             | 36,2             | 81,8             | 1,6              | 0,9              | 0,6              | 0,2              | 10,2             | Не участвовал  | Не участвовал  | Не участвовал  | Не участвовал  | Не участвовал  | Не участвовал  | Не участвовал  | Не участвовал  | Не участвовал  | Не участвовал  | Не участвовал  |
|                                                                                          | Всего      | 556              | 268              | 22,5             | 41,4             | 36,3             | 78,0             | 2,3              | 1,0              | 0,6              | 0,2              | 9,0              | 15             | 0              | 11,0           | 34,7           | 38,1           | -              | 1,2            | 0,5            | 0,3            | 0,0            | 3,3            |
| Наведите курсор мыши на аббревиатуры в заголовке таблицы, чтобы прочесть их расшифровку. |            |                  |                  |                  |                  |                  |                  |                  |                  |                  |                  |                  |                |                |                |                |                |                |                |                |                |                |                |

### Статистика в Джи-Лиге
| Сезон                                                                                    | Команда      | Регулярный сезон | Регулярный сезон | Регулярный сезон | Регулярный сезон | Регулярный сезон | Регулярный сезон | Регулярный сезон | Регулярный сезон | Регулярный сезон | Регулярный сезон | Регулярный сезон | Серия плей-офф | Серия плей-офф | Серия плей-офф | Серия плей-офф | Серия плей-офф | Серия плей-офф | Серия плей-офф | Серия плей-офф | Серия плей-офф | Серия плей-офф | Серия плей-офф |
| Сезон                                                                                    | Команда      | GP               | GS               | MPG              | FG%              | 3P%              | FT%              | RPG              | APG              | SPG              | BPG              | PPG              | GP             | GS             | MPG            | FG%            | 3P%            | FT%            | RPG            | APG            | SPG            | BPG            | PPG            |
| ---------------------------------------------------------------------------------------- | ------------ | ---------------- | ---------------- | ---------------- | ---------------- | ---------------- | ---------------- | ---------------- | ---------------- | ---------------- | ---------------- | ---------------- | -------------- | -------------- | -------------- | -------------- | -------------- | -------------- | -------------- | -------------- | -------------- | -------------- | -------------- |
| 2017/18                                                                                  | Мемфис Хастл | 1                | 1                | 16,4             | 37,5             | 33,3             | -                | 2,0              | 0,0              | 2,0              | 0,0              | 8,0              | Не участвовал  | Не участвовал  | Не участвовал  | Не участвовал  | Не участвовал  | Не участвовал  | Не участвовал  | Не участвовал  | Не участвовал  | Не участвовал  | Не участвовал  |
|                                                                                          | Всего        | 1                | 1                | 16,4             | 37,5             | 33,3             | -                | 2,0              | 0,0              | 2,0              | 0,0              | 8,0              | Не участвовал  | Не участвовал  | Не участвовал  | Не участвовал  | Не участвовал  | Не участвовал  | Не участвовал  | Не участвовал  | Не участвовал  | Не участвовал  | Не участвовал  |
| Наведите курсор мыши на аббревиатуры в заголовке таблицы, чтобы прочесть их расшифровку. |              |                  |                  |                  |                  |                  |                  |                  |                  |                  |                  |                  |                |                |                |                |                |                |                |                |                |                |                |

### Статистика в колледже
| Сезон                                                                                   | Команда | GP | GS | MPG  | FG%  | 3P%  | FT%  | RPG | APG | SPG | BPG | PPG  |  |
| --------------------------------------------------------------------------------------- | ------- | -- | -- | ---- | ---- | ---- | ---- | --- | --- | --- | --- | ---- |  |
| 2012/13                                                                                 | Канзас  | 37 | 37 | 32,2 | 49,5 | 42,0 | 87,0 | 5,2 | 2,0 | 1,0 | 0,7 | 15,9 |  |
|                                                                                         | Всего   | 37 | 37 | 32,2 | 49,5 | 42,0 | 87,0 | 5,2 | 2,0 | 1,0 | 0,7 | 15,9 |  |
| Наведите курсор мыши на аббревиатуры в заголовке таблицы, чтобы прочесть их расшифровку |         |    |    |      |      |      |      |     |     |     |     |      |  |

### Статистика в других лигах
| Сезон | Команда               | Лига                  | GP | GS | MPG  | FG%  | 3P%  | FT%  | RPG | APG | SPG | BPG | PFL | TOV | PPG  |
| --- | --------------------- | --------------------- | -- | -- | ---- | ---- | ---- | ---- | --- | --- | --- | --- | --- | --- | ---- |
| 2022/23 | Шаньдун               | КБА                   | 9  | 0  | 12,7 | 38,6 | 33,3 | 92,3 | 2,2 | 1,4 | 0,8 | 0,2 | 1,3 | 2,0 | 8,9  |
| 2023/24 | Все клубы             | Все лиги              | 33 | 25 | 22,5 | 41,6 | 35,2 | 73,5 | 2,9 | 1,3 | 0,8 | 0,3 | 2,4 | 2,2 | 11,7 |
| 2023/24 | АЕК                   | Чемпионат Греции      | 7  | 6  | 18,9 | 44,7 | 42,9 | 77,8 | 3,9 | 0,4 | 0,4 | 0,1 | 2,4 | 0,9 | 9,7  |
| 2023/24 | АЕК                   | Лига чемпионов ФИБА   | 5  | 3  | 19,2 | 50,0 | 35,3 | 83,3 | 3,4 | 1,8 | 0,4 | 0,4 | 1,6 | 1,8 | 9,2  |
| 2023/24 | Бреоган               | Чемпионат Испании     | 18 | 13 | 24,0 | 38,0 | 32,7 | 69,7 | 2,6 | 1,4 | 0,9 | 0,4 | 2,5 | 2,6 | 12,2 |
| 2023/24 | Бреоган               | Лига чемпионов ФИБА   | 3  | 3  | 27,7 | 50,0 | 36,8 | 76,5 | 2,0 | 2,0 | 1,0 | 0,0 | 2,7 | 3,7 | 17,3 |
| Всего | Всего                 | Всего                 | 42 | 25 | 20,4 | 41,0 | 34,8 | 75,4 | 2,8 | 1,4 | 0,8 | 0,3 | 2,1 | 2,2 | 11,1 |
| В Лиге чемпионов ФИБА | В Лиге чемпионов ФИБА | В Лиге чемпионов ФИБА | 8  | 6  | 22,4 | 50,0 | 36,1 | 79,3 | 2,9 | 1,9 | 0,6 | 0,3 | 2,0 | 2,5 | 12,3 |
| Наведите курсор мыши на аббревиатуры в заголовке таблицы, чтобы прочесть их расшифровку Статистика приведена с сайта basketball.realgm.com |                       |                       |    |    |      |      |      |      |     |     |     |     |     |     |      |

## Личная жизнь
4 июля 2015 года Уэлстон-авеню, улица, на которой вырос Маклемор, была переименована в Бен Маклемор III Плейс в его честь.
В марте 2017 года родился первый ребенок Маклемора, дочка по имени Тиган.
В марте 2024 года Маклемор попал в аварию за рулем в нетрезвом виде в Луго, Испания.
10 апреля 2024 года Маклемор был арестован офисом шерифа округа Клакамас (штат Орегон) по обвинению в изнасиловании первой степени, незаконном сексуальном проникновении первой степени и двух случаях сексуального насилия второй степени. По совокупности обвинений максимальное наказание составляет 45 лет лишения свободы.